# イン・モー・ヤン
ヤン・インモー（ハングル：양인모、漢字：梁 仁模、1995年7月26日 - ）は、韓国の男性ヴァイオリニスト。
2015年、ヤンは イタリアのジェノヴァで開催された第54回パガニーニ国際コンクール「プレミオ・パガニーニ」で第１位を受賞、2006年以来のパガニーニ・コンクールの優勝者となった。そして2022年には、ヤンはフィンランドのヘルシンキで行われた第12回シベリウス国際ヴァイオリン・コンクールで優勝した。

## 来歴
11歳で、ヤンはイ・ウォン神童シリーズでリサイタル・デビューを果たした。その後、15歳の時に韓国のソウルで、KBS交響楽団でオーケストラ・デビュー。その後ヤンは韓国芸術大学でナムユン・キム教授に師事した。
ニューイングランド音楽院でミリアム・フリード教授に師事、音楽学士号とアーティスト・ディプロマを取得。その後、ハンス・アイスラー音楽大学でアンティェ・ヴァイトハース教授に師事し,ヴァイオリン・パフォーマンス修士号を取得。
2014年、ニューヨークのコンサート・アーティスト・ギルド・コンクールで優勝。同年、テキサス州オースティンで開催された若手ヴァイオリニストの為のユーディ・メニューイン国際コンクールのシニア部門で2位を獲得した。翌年、ヤンはイタリアのジェノヴァで開催された第54回パガニーニ国際ヴァイオリン・コンクール 「プレミオ・パガニーニ」で優勝した。当時の審査委員長であったファビオ・ルイージは「インモーは直感的なミュージシャンだ。そして彼のパガニーニは魅惑的で絶妙です。」と語った。ヤンは同時に最年少ファイナリスト賞、コンテンポラリー・オリジナル作品・最優秀演奏賞、聴衆よりの最高演奏評価賞、そしてパガニーニが所有していたヴァイオリン、グアルネリ・デル・ジェスを使用出来る特別リサイタル賞などの特別賞も受賞した。2016 年、ヤンはコンサート・アーティスト・ギルド・コンクールの優勝者としてカーネギーホールのワイル・リサイタルホールでデビューを果たした。 2022 年、フィンランドのヘルシンキで開催されたジャン・シベリウス国際ヴァイオリン・コンクールで優勝、同時にマグヌス・リンドベルイの委嘱作品「カプリース」でシベリウス家から最優秀演奏賞を受賞した。
ヤンは2019年ボストンでのTED(カンファレンス)で彼のストラディヴァリウス・ヴァイオリンについてのプレゼンテーションを行なった。

## 楽器

### 過去の使用楽器
- 「イル・カノーネ」（ニッコロ・パガニーニ所有のグアルネリ・デル・ジェス) 1743年作 (ジェノヴァでの特別リサイタルで使用)

- 「ヨアヒム・マ」 アントニオ・ストラディバリウス、1714年作[7]

- 「ボストニアン」 アントニオ・ストラディバリウス、1705/1718年作

### 現在
- ジョヴァンニ・バッティスタ・グァダニーニ作のヴァイオリン[8]、1772年作[5]

## 受賞歴
- 2012年：ハノーファー・国際ヴァイオリン・コンクール（ハノーファー・ヨーゼフ・ヨアヒム国際ヴァイオリン・コンクール）第4位

- 2013年 宗次エンジェル・ヴァイオリン・コンクール 第2位[9]

- 2014: ユーディ・メニューイン国際コンクール、シニア部門、第2位[10]

- 2014: コンサート・アーティスト・ギルド・コンクール優勝[11]

- 2015：プレミオ・パガニーニ国際コンクール第1位

- 2022年：ジャン・シベリウス国際コンクール優勝、最優秀演奏賞

## レコーディング
- 24 Caprices・24カプリース、ニッコロ・パガニーニ、ドイツ・グラモフォン、2018年

- The Genetics of Strings, 弦楽器の遺伝学、ユニバーサル ミュージック・ リミテッド、2021年